# Merenhor
Merenhor war ein altägyptischer König (Pharao) der 8. Dynastie (Erste Zwischenzeit). Nur in der Königsliste im Tempel des Sethos I. in Abydos, (Nr. 46) erwähnter Thronname eines nicht weiter belegten Königs der 8. Dynastie.